# Prêmio Contigo! MPB FM de Música 2012
O Prêmio Contigo! MPB FM de Música 2012 foi a primeira edição da premiação realizada pela emissora de rádio carioca MPB FM em parceria com a revista Contigo!. A edição inicial foi realizada em 23 de julho, na casa de shows Miranda Brasil, localizada às margens da Lagoa Rodrigo de Freitas, no Complexo Lagoon, Rio de Janeiro. A festa teve a apresentação da atriz Leandra Leal e do cantor Léo Jaime.
A premiação teve um total 55 indicados, cujos trabalhos foram lançados entre abril de 2011 e abril de 2012, distribuídos em 11 categorias, com 5 concorrentes em cada. O cantor e compositor Filipe Catto recebeu da curadoria do prêmio especial de Artista “Faro” do Ano.
Os concorrentes, o júri e o homenageado de cada edição foram indicados por um Conselho Deliberativo. Na primeira edição, o juri do Prêmio foi formado por Luiz Gleiser (diretor artístico do programa Som Brasil, TV Globo), João Paulo Cuenca (escritor), Fernando Mansur (radialista, MPB FM), Liminha (produtor musical), Andreas Kisser (músico), Daniel Ganjaman (músico), Marcelo Castello Branco (mercado fonográfico), Luiz Oscar Niemeyer (produtor de eventos) e Sérgio Martins (jornalista, Editora Abril).

## Sistema de votação
A equipe do 1º Prêmio Contigo!/MPB FM selecionou inicialmente 40 pré-indicados para cada uma das categorias criadas para o Prêmio. A escolha deste primeiro grupo esteve diretamente ligada à circulação destes trabalhos ao longo de um ano na rádio MPB FM e em outros veículos com mesmo perfil de público e programação.
A partir daí, uma junta curadora constituída pelos profissionais do Grupo MPB BRASIL definiu, através de voto secreto seguido de uma apuração aberta entre todos os membros da junta, os cinco mais votados dentre os 40 pré-selecionados de cada categoria. O material (CDs e DVDs) destes artistas foi reunido e enviado para um júri (formado por artistas, críticos e produtores da música popular) que apontou os vencedores em cada uma das 11 categorias.
Para os prêmios de “Melhor música”, “Melhor cantor” e “Melhor cantora”, houve um sistema de votação popular pela internet que indicou mais três vencedores nestas categorias. Assim, foram distribuídos ao todo 15 prêmios (11 pelo voto do júri, três por voto popular e um prêmio/homenagem especial ao artista revelação do ano, que foi indicado pela junta curadora do Prêmio).
O júri de especialistas aplicou seus votos pela internet, através de um site criado exclusivamente para esta votação, no qual cada membro do júri possuía uma página protegida por senha pessoal. Ao submeterem os votos ao sistema, este os salvou imediatamente em forma de imagem. A apuração foi acompanhada por um membro deste júri externo à rádio.

## Categorias
| Categoria                 | Vencedor                                                                                 | Indicados |
| ------------------------- | ---------------------------------------------------------------------------------------- | --- |
| Melhor Álbum de MPB       | Gal Costa — Recanto                                                                      | - Lenine — Chão - Maria Gadú — Mais uma Página - Marisa Monte — O Que Você Quer Saber de Verdade - Seu Jorge — Músicas para Churrasco, Vol. 1 |
| Melhor Álbum Independente | Lucas Santtana — O Deus que Devasta mas Também Cura                                      | - Anelis Assumpção — Sou Suspeita Estou Sujeita Não Sou Santa - Bixiga 70 — Bixiga 70 - Cícero — Canções de Apartamento - Felipe Cordeiro — Kitsch Pop Cult |
| Melhor Álbum de Samba     | Arlindo Cruz — Batuques e Romances                                                       | - Alcione — Duas Faces – Ao Vivo na Mangueira - Beth Carvalho — Nosso Samba Tá na Rua - Casuarina — Trilhos/Terra Firme - Martinho da Vila — Lambendo a Cria |
| Melhor Álbum de Pop/Rock  | Criolo — Nó na Orelha                                                                    | - Emicida — Doozicabraba e a Revolução Silenciosa - Jota Quest — Quinze - Mundo Livre S/A — Novas Lendas da Etnia Toshi Babaa - Pitty e Martin — Agridoce |
| Melhor Cantora            | Marisa Monte (júri oficial) Ana Carolina (júri popular)                                  | - Alcione - Maria Gadú - Mart'nália |
| Melhor Cantor             | Ney Matogrosso (júri oficial) Lenine (júri popular)                                      | - Criolo - Filipe Catto - Seu Jorge |
| Melhor Música             | Seu Jorge — A Doida (júri oficial) Marisa Monte — Ainda Bem (júri popular)               | - Criolo — Não Existe Amor em SP - Mart'nália — Namora Comigo - Rita Lee — Reza |
| Melhor DVD                | Zeca Pagodinho — O Quintal do Pagodinho                                                  | - Caetano Veloso e Maria Gadú — Multishow ao Vivo: Caetano e Maria Gadú - Djavan — Ária Ao Vivo - Erasmo Carlos — 50 Anos de Estrada - Jota Quest — Multishow ao Vivo: Folia & Caos                                                                                              |
| Melhor Instrumentista     | Wilson das Neves (Chico Buarque)                                                         | - Dadi Carvalho (Marisa Monte) - Davi Moraes (Adriana Calcanhotto) - Martin (Pitty) - Pretinho da Serrinha (Seu Jorge) |
| Top Digital               | Os Paralamas do Sucesso — Show “Selvagem” – 29/10 Circo Voador (“Queremos/Crowdfunding”) | - Chico Buarque — Lançamento web CD Chico - Leoni — Site e redes sociais - Marisa Monte — Lançamento webclipe “Ainda Bem” (com Anderson Silva) - Preta Gil — Redes sociais |
| Projetos Especiais        | Pitty e Martin — Agridoce                                                                | - Caetano Veloso e Maria Gadú — Multishow ao Vivo: Caetano e Maria Gadú - Chitãozinho & Xororó — Chitãozinho & Xororó 40 Anos Sinfônico - Gilberto Gil, Caetano Veloso e Ivete Sangalo — Especial Final de Ano – TV Globo - Rodrigo Alzuguir — O Samba Carioca de Wilson Batista |